# 沃尔夫冈·霍佩
沃尔夫冈·霍佩（德語：Wolfgang Hoppe，1957年11月14日—），德国男子雪车运动员。他曾代表东德和德国参加1984年、1988年、1992年和1994年冬季奥林匹克运动会雪车比赛，共获得二枚金牌、三枚银牌和一枚铜牌。